# 枫江
枫江，位于中华人民共和国广东省东南部，是榕江北河左岸支流，上游也称西山溪，发源于潮州市潮安区与揭阳市揭东区、丰顺县交界处的笔架山，自西北向东南流经潮安区登塘镇，于古巷镇转西南流，经潮州枫溪区、凤塘镇、揭阳市揭东区玉窖镇、云路镇和榕城区登岗镇（原属揭东）等地，最后于揭东城区以南注入北河。河长71千米，流域面积664平方千米，年均径流量2.29亿立方米。广东第三大干线机场揭阳潮汕机场位于枫江下游左岸。